# Li (unité)
Pour les articles homonymes, voir Li.
Le li (里, lǐ) est une unité de mesure chinoise de distance qui a considérablement varié en valeur avec le temps, mais qui est dorénavant standardisée à 500 mètres.
Différentes valeurs
- Zhou occidental : 358,2 m
- Zhou oriental : 415,8 m
- Han 415,8 m

## Culture
Un voyage de mille lis commence par le premier pas, (千里之行始於足下), Lao-Tseu, Tao-Te-King, chapitre, 64.